# 前橋地方合同庁舎
前橋地方合同庁舎（まえばしちほうごうどうちょうしゃ）は、群馬県前橋市大手町にある合同庁舎。

## 施設・建築
前橋市大手町2-3-1に位置する。鉄骨構造（S造）・一部鉄骨鉄筋コンクリート構造（SRC造）の地上11階、地下1階、塔屋1階建ての建物で、2015年（平成27年）5月に竣工した。敷地面積5,472平方メートル、建築面積1,921平方メートル、延床面積は1万6,543平方メートルである。設計は安井建築設計事務所、施工は五洋建設が担当。BIMで効率化と品質向上を図った。低層部のデザインはレンガブロックの「透かし積み」を採用。至近の群馬会館や群馬県庁昭和庁舎といった歴史的なレンガ建築物との調和を目指したものである。太陽光を適度に遮るとともに、夏はこれに水を流し、その気化熱で周辺の気温をセ氏3度程度低下させるという。基礎部の敷砂利には大同特殊鋼渋川工場（渋川市）由来の鉄鋼スラグが使用されているが、環境基準には適合している（大同特殊鋼#不祥事も参照）。
先代の前橋地方合同庁舎（延床面積4,787平方メートル）は道路を挟んで向かいにあり、群馬行政評価事務所、前橋防衛事務所、前橋地方法務局、前橋財務事務所、東京税関前橋出張所が入所していた。旧合同庁舎は1969年（昭和44年）の建築であり、老朽化や耐震性能不足といった問題が指摘されたことから、前橋市側との土地交換により、現在の場所へと移転新築したものである。2009年（平成21年）度から2015年度にかけて整備され、事業費は約54億6,000万円。庁舎周辺は群馬県庁舎を始め、前橋市役所や前橋地方裁判所、前橋法務総合庁舎といった官庁施設が密集しており、それまで市内各地に散在していた諸々の行政施設を1か所に集約することで、各庁舎が抱えていた老朽化等の問題を解消するとともに、利便性の向上へと結びつけた。旧合同庁舎は解体され、駐車場として整備されている。

## 入居官署
| 11F | 前橋地方気象台                                          |
| 10F | 前橋財務事務所                                          |
| 9F  | 群馬労働局の一部                                        |
| 8F  | 群馬労働局の一部                                        |
| 7F  | 前橋労働基準監督署                                      |
| 6F  | 東京税関前橋出張所                                      |
| 6F  | 群馬行政評価事務所 （現・群馬行政監視行政相談センター） |
| 6F  | 前橋防衛事務所                                          |
| 5F  | 前橋地方法務局                                          |
| 4F  | 前橋地方法務局                                          |
| 3F  | 前橋税務署                                              |
| 2F  | 前橋税務署                                              |
| 1F  | 食堂                                                    |
| B1  |                                                         |

群馬行政監視行政相談センター
2015年7月6日、6階に入所。前橋市大手町2-10-5、旧前橋地方合同庁舎5階より移転した（当時・ 群馬行政評価事務所）。
群馬労働局の一部
2015年9月24日、8 - 9階に入所。移転前は前橋市大渡町1丁目10番7号の群馬県公社総合ビル8 - 9階にあった。移転したのは群馬労働局のうち、総務部、労働基準部、雇用環境・均等室で、職業安定部のみ群馬県公社総合ビル9階に残っている。
東京税関前橋出張所
2015年6月22日、6階に入所。旧前橋地方合同庁舎5階より移転した。
前橋財務事務所
2015年6月22日、10階に入所。旧前橋地方合同庁舎4階より移転した。
前橋税務署
2015年6月29日、2 - 3階に入所。移転前は前橋市表町2丁目16番7号にあった。1965年（昭和40年）の建築で老朽化、耐震性能不足が指摘されており、また延床面積も2,334平方メートルと狭隘だった。
前橋地方気象台
2015年7月30日、11階に入所。移転前は前橋市昭和町3-20-12にあった。1932年（昭和7年）の建築で老朽化しており、また延床面積も831平方メートルと狭隘だった。
前橋地方法務局
2015年7月21日、4 - 5階に入所。旧前橋地方合同庁舎より移転した。
前橋防衛事務所
2015年7月21日、6階に入所。旧前橋地方合同庁舎より移転した。
前橋労働基準監督署
2015年9月24日、7階に入所。移転前は前橋市大手町1-1-3にあった。その群馬労働総合庁舎（延床面積1,219平方メートル）は1966年（昭和41年）の建築で、老朽化や耐震性能不足が指摘されていた。
なお、当初は前橋統計・情報センターも入居予定であったが中止となり、その分の規模を縮小することでコストダウンを図った。

## 交通アクセス
上毛電気鉄道上毛線・中央前橋駅から直線距離で約1キロメートル。庁舎南側に「市役所・合庁前」、北側に「前橋地方検察庁前」バス停があり、前者はJR前橋駅や新前橋駅に至る路線バスや、沼田駅（沼田市）へと至る高速バス「アップル号」が発着しており、後者はコミュニティバス「マイバス」の循環ルートに組み込まれている。